# 1992 ve filmu

## Československé filmy
- Dědictví aneb Kurvahošigutntag (režie: Věra Chytilová)
- Černí baroni (režie: Zdeněk Sirový)
- Trhala fialky dynamitem (režie: Milan Růžička)

## Zahraniční filmy
- Vetřelec 3 (režie: David Fincher)
- Drákula (režie: Francis Ford Coppola)
- Batman se vrací (režie: Tim Burton)
- Základní instinkt (režie: Paul Verhoeven)
- Sám doma 2: Ztracen v New Yorku (režie: Chris Columbus)
- Dokonalý džentlmen (režie: Jonathan Lynn)